# Yotta-
Yotta (símbol Y) és un prefix del Sistema Internacional que indica un factor de 1024 o 1.000.000.000.000.000.000.000.000.
Adoptat el 1991, prové del grec ὀκτώ (októ), que significa vuit, ja que és igual a 10008.
El 2004, yotta- es va confirmar oficialment com el prefix més gran del SI.
Per exemple;
1 yottàmetre = 1 Ym = 1024 metres
1 yottagram = 1 Yg = 1024 grams
1 yottasegon = 1 Ys = 1024 segons